# Ordine al merito dello stato di Schleswig-Holstein
L'Ordine al merito dello stato di Schleswig-Holstein è un ordine cavalleresco del Land tedesco dello Schleswig-Holstein.

## Storia
L'ordine è stato fondato il 12 luglio 2008.
È concesso dal presidente dei ministri della Schleswig-Holstein, di sua iniziativa oppure su proposta di un membro del governo provinciale.
L'ordine non può contare più di 500 insigniti in vita.

## Insegne
- L'insegna, da portare come medaglia, è costituita da croce maltese smaltata di rosso con bordo argento e con al centro l'emblema del Land.
- Il nastro è metà blu con bordi bianchi.